# Something for the Radio Vol. 20
Something for the Radio Vol. 20 to kolejny album amerykańskiego rapera Big Mike’a i producenta Big Stressa z serii "Something for the Radio". Na okładce można zobaczyć między innymi Swizz Beatza.

## Lista utworów
1. "It's Me Bitches (Remix)" (Swizz Beatz featuring Lil Wayne, R. Kelly & Jadakiss)
2. "Why I'm Hot (Remix)" (Mims featuring Cham & Junior Reid)
3. "Outta My System" (Bow Wow featuring T-Pain & Johnta Austin)
4. "I'm a Furt (Remix)" (R Kelly featuring T Pain & T.I.)
5. "Shawty Snappin (Buy You a Drank)" (T Pain featuring Yung Joc)
6. "Like a Boy" (Ciara)
7. "Get It Shawty" (Lloyd featuring Young Joc)
8. "All Because of You" (Ne-Yo)
9. "She’s Like the Wind" (Lumidee featuring Tony Sunshine)
10. "Say It Rite" (Nelly Furtado)
11. "Give It to Me" (Timbaland featuring Nelly Furtado & Justin Timberlake)
12. "2 Step" (DJ Unk)
13. "Rock Yo Hips" (Crime Mobb featuring Lil Scrappy)
14. "Party Like a Rock Star" (Da Shop Boyz)
15. "Tatted Up" (Da Alliance featuring Fabo)
16. "Pop Lock and Drop It" (Huey)
17. "Wipe Me Down" (Lil’ Boosie)
18. "Slap" (Ludacris)
19. "Doesn't Really Matter" (Akon)
20. "Upgloss" (Lil' Momma)